# Parlamentsgebäude (Tiflis)
Das Parlamentsgebäude Georgiens ist der Hauptsitz des Georgischen Parlaments in Tiflis. Das Gebäude liegt am Rustawelis Gamsiri. Das Gebäude wurde als Regierungssitz der Georgischen Sozialistischen Sowjetrepublik errichtet. Der obere Teil des Gebäudes wurde von 1933 bis 1938 nach Entwürfen der Architekten Wiktor Kokorin und Giorgi Leschawa errichtet. Der untere Teil entlang des Rustawelis Gamsiri wurde durch dieselben Architekten zusammen mit Wladimer Nasaridse entworfen und von 1946 bis 1953 errichtet. Das Gebäudeensemble ist ein bedeutendes Beispiel einer regionalen Interpretation des sozialistischen Klassizismus.

## Beschreibung
Beide Teile des Gebäudes sind aus Beton errichtet und mit Tuff und Granit verkleidet. Der Fassade zum Rustawelis Gamsiri ist eine achsensymmetrische Bogenhalle aus 15 Bögen vorgelagert. Die hohen kantonierten Pfeiler sind durch sehr schmale Halbkreisbögen überwölbt. Über den fünf mittleren Bögen befindet sich ein flacher Dreiecksgiebel in dem ursprünglich mittig das Symbol der Georgischen Sozialistischen Sowjetrepublik angebracht war. Dieses wurde nach der Auflösung der Sowjetunion entfernt.

## Geschichte
2007 wurde das Gebäude in die Liste der Kulturdenkmäler Georgiens eingetragen.
2012 wurde das Parlament auf Veranlassung der Regierung in das neu errichtete Parlamentsgebäude in Kutaissi verlegt. Nach dem Ende dieser Regierung beschloss man das Parlament wieder nach Tiflis zu verlegen, wo es seit 2019 wieder tagt. Der Bau in Kutaissi ist nun für das Innenministerium vorgesehen.